# 338-я стрелковая дивизия (2-го формирования)
338-я стрелковая дивизия (338 сд) — воинское формирование (соединение, стрелковая дивизия) РККА в Великой Отечественной войне.
Дивизия участвовала в боевых действиях с 5 июня 1942 года по 3 сентября 1945 года
Сокращённое наименование — 338 сд, в/ч пп 14032

## История

### Формирование
В мае -июне 1942 года под общим руководством полковника Кучинева В. Г. из Управления, частей и подразделений 18-й стрелковой бригады в зоне дислокации 43-й армии Западного фронта (Калужская область) была сформирована 338-я стрелковая дивизия (2-го формирования), вошедшая затем в указанную армию

### Боевой путь
9 июля 1942 года её части совместно с 415-й и 17-й стрелковыми дивизиями этой же армии форсировали реки Угра в районе севернее Косая Гора и захватили плацдарм в районе с. Мосейниково, в дальнейшем вели бои по его удержанию. В марте 1943 года дивизия в составе 49-й армии участвовала в Ржевско-Вяземской наступательной операции. С августа она в составе 33-й армии участвовала в Смоленской, Спас-Деменской и Смоленско-Рославльской наступательных операциях. С выходом на рубеж Луки — Тормаль — Мекулино её части вынуждены были приостановить наступление и перейти к обороне. С 6 по 22 октября дивизия находилась во втором эшелоне, затем совершила марш в район восточнее Орши и включена в состав 31-й армии. Со 2 января 1944 года она была передана 5-й армии и находилась в обороне в районе юго-восточнее Витебска.
С 23 июня дивизия участвовала в Витебско-Оршанской и Вильнюсской наступательных операциях. Участвуя в освобождении Вильнюса, её части трижды форсировали р. Вилия. 15 июля, сбив заслон противника, они форсировали реку Неман в районе м. Пуни и захватили плацдарм на противоположном берегу. Затем дивизия была отведена на вост. берег реки, а с 22 на 23 июля вновь форсировала р. Неман в районе м. Прони (южнее Каунаса) и до 29 июля вела бои по расширению и закреплению захваченного плацдарма. Затем её части успешно действовали в Каунасской наступательной операции. Продвигаясь в западном направлении и прорвав оборону противника на промежуточном рубеже, 16 августа они повернули на север и вели наступление на Шакяй. Приказом ВГК от 12 августа 1944 г. за бои по прорыву обороны противника на реке Неман дивизии было присвоено наименование «Неманская». С 5 октября дивизия в составе 39-й армии участвовала в Мемельской наступательной операции, в освобождении г. Расейняй. Перерезав автомагистраль в районе Боэльсе и ж. д. Шяуляй — Таураге, она повернула на Юрбург. 11 октября её части вышли на государственную границу с Восточной Пруссией в районе Журы — Словики. Через 3 дня дивизия перешла границу и заняла г. Ширвиндт и находилась во втором эшелоне 113-го стрелкового корпуса, занималась боевой подготовкой и оборудованием оборонительного рубежа.
25 января 1945 года после марша она перешла в наступление, переправилась через р. Дайме в районе Гросс-Поппельн, продолжив наступление в результате упорного боя был взят крупный нас. пункт Гольдбах. В дальнейшем её части преследовали противника до рубежа Поггенфульд — Кугген, после чего перешли к обороне. В течение февраля — марта 1945 года части дивизии в составе той же 39-й армии 1-го Прибалтийского фронта и Земландской группы войск 3-го Белорусского фронта вели оборонительные бои северо-западнее Кёнигсберга, затем с 6 апреля участвовали в Кёнигсбергской наступательной операции и овладении городами Кёнигсберг и Фишхаузен (Приморск).
С 1 мая 1945 года дивизия в составе 39-й армии была выведена в резерв ВГК и к концу июня по ж. д. переброшена на Забайкальский фронт. В августе 1945 года её части принимали участие в Маньчжурской, Хингано-Мукденской наступательных операциях. Указом ПВС СССР от 20.9.1945 за образцовое выполнение заданий командования в боях против японских войск на Дальнем Востоке при прорыве Халун-Аршанского укреплённого района, форсировании горного хребта Большой Хинган, овладении г. Чанчунь, Мукден, Порт-Артур дивизия была награждена орденом Красного Знамени.
После войны дивизия входила в состав 113-го стрелкового Тильзитско-Мукденского Краснознамённого корпуса (в/ч пп 10846, штаб в Порт-Артуре) 39-й общевойсковой армии (в/ч 51941, штаб в Порт-Артуре) Приморского военного округа (ПримВО) со штабом в Ворошилов-Уссурийском.
В ноябре 1946 года 338-я стрелковая Неманская Краснознамённая дивизия была расформирована.

## Полное название
338-я стрелковая Неманская Краснознамённая дивизия

## Состав
- 1134-й стрелковый Кёнигсберский полк
- 1136-й стрелковый Кёнигсберский Краснознаменный полк

 (12 августа 1944 года- за прорыв обороны противника на реке Неман)
- 1138-й стрелковый ордена Кутузова полк

 (17 мая 1945 года- за овладение городом-крепостью Кёнигсберг)
- 910-й артиллерийский полк
- 258-й отдельный истребительно-противотанковый дивизион
- 479-й отдельный сапёрный батальон
- 798-й отдельный батальон связи (201 отдельная рота связи),
- 515-й отдельный самоходно-артиллерийский дивизион (с 9.8.45 г.)
- 409-я отдельная разведывательная рота
- 300-я зенитная артиллерийская батарея (до 20.3.43 г.)
- 432-й отдельный медико-санитарный батальон
- 425-я отдельная рота химической защиты
- 462-я автотранспортная рота
- 201-я полевая хлебопекарня
- 770-й дивизионный ветеринарный лазарет
- 1631-я (143) полевая почтовая станция
- 1142-я полевая касса Государственного банка

## Подчинение
| Дата            | Фронт                   | Армия      | Корпус                  | Примечания                                                               |
| --------------- | ----------------------- | ---------- | ----------------------- | ------------------------------------------------------------------------ |
| 01.06.1942 года | Западный фронт          | 43-я армия | -                       | На базе 18-й стрелковой бригады формирование дивизии (Калужская область) |
| 01.07.1942 года | Западный фронт          | 43-я армия | -                       | -                                                                        |
| 01.08.1942 года | Западный фронт          | 43-я армия | -                       | -                                                                        |
| 01.09.1942 года | Западный фронт          | 49-я армия | -                       |                                                                          |
| 01.10.1942 года | Западный фронт          | 49-я армия | -                       | -                                                                        |
| 01.11.1942 года | Западный фронт          | 49-я армия | -                       | -                                                                        |
| 01.12.1942 года | Западный фронт          | 49-я армия | -                       | -                                                                        |
| 01.01.1943 года | Западный фронт          | 49-я армия | -                       | -                                                                        |
| 01.02.1943 года | Западный фронт          | 49-я армия | -                       | -                                                                        |
| 01.03.1943 года | Западный фронт          | 49-я армия | -                       | -                                                                        |
| 01.04.1943 года | Западный фронт          | 33-я армия | -                       | -                                                                        |
| 01.05.1943 года | Западный фронт          | 49-я армия | -                       | -                                                                        |
| 01.06.1943 года | Западный фронт          | 49-я армия | -                       | -                                                                        |
| 01.07.1943 года | Западный фронт          | 49-я армия |                         | -                                                                        |
| 01.08.1943 года | Западный фронт          | 49-я армия |                         | -                                                                        |
| 01.09.1943 года | Западный фронт          | 49-я армия |                         | -                                                                        |
| 01.10.1943 года | Западный фронт          | 33-я армия | 70-й стрелковый корпус  | -                                                                        |
| 01.11.1943 года | Западный фронт          | 31-я армия | 70-й стрелковый корпус  | -                                                                        |
| 01.12.1943 года | Западный фронт          | 31-я армия | 70-й стрелковый корпус  | -                                                                        |
| 01.01.1944 года | Западный фронт          |            |                         | -                                                                        |
| 01.02.1944 года | Западный фронт          | 5-я армия  | 45-й стрелковый корпус  | -                                                                        |
| 01.03.1944 года | Западный фронт          | 5-я армия  | 45-й стрелковый корпус  | -                                                                        |
| 01.04.1944 года | Западный фронт          | 5-я армия  | 45-й стрелковый корпус  | -                                                                        |
| 01.05.1944 года | 3-й Белорусский фронт   | 5-я армия  | 45-й стрелковый корпус  | -                                                                        |
| 01.06.1944 года | 3-й Белорусский фронт   | 5-я армия  | 45-й стрелковый корпус  | -                                                                        |
| 01.07.1944 года | 3-й Белорусский фронт   | 5-я армия  | 45-й стрелковый корпус  | -                                                                        |
| 01.08.1944 года | 3-й Белорусский фронт   | 5-я армия  | 45-й стрелковый корпус  | -                                                                        |
| 01.09.1944 года | 3-й Белорусский фронт   | 39-я армия |                         | -                                                                        |
| 01.10.1944 года | 3-й Белорусский фронт   | 39-я армия | 113-й стрелковый корпус | -                                                                        |
| 01.11.1944 года | 3-й Белорусский фронт   | 39-я армия | 113-й стрелковый корпус | -                                                                        |
| 01.12.1944 года | 3-й Белорусский фронт   | 39-я армия | 113-й стрелковый корпус | -                                                                        |
| 01.01.1945 года | 3-й Белорусский фронт   | 39-я армия | 113-й стрелковый корпус | -                                                                        |
| 02.02.1945 года | 1-й Прибалтийский фронт | 39-я армия | 113-й стрелковый корпус | -                                                                        |
| 01.03.1945 года | 3-й Белорусский фронт   | 39-я армия | 113-й стрелковый корпус | Земландская группа войск                                                 |
| 01.04.1945 года | 3-й Белорусский фронт   | 39-я армия | 113-й стрелковый корпус | Земландская группа войск                                                 |
| 01.05.1945 года | Резерв Ставки ВГК       | 39-я армия | 113-й стрелковый корпус | -                                                                        |
| 01.06.1945 года | Резерв Ставки ВГК       | 39-я армия | 113-й стрелковый корпус | -                                                                        |
| 01.07.1945 года | Забайкальский фронт     | 39-я армия | 113-й стрелковый корпус | -                                                                        |
| 01.08.1945 года | Забайкальский фронт     | 39-я армия | 113-й стрелковый корпус | -                                                                        |
| 01.09.1945 года | Забайкальский фронт     | 39-я армия | 113-й стрелковый корпус | -                                                                        |

## Командование

### Командиры
- Кучинев, Владимир Георгиевич (04.06.1942 — 18.09.1943), полковник
- Гузь, Николай Олимпиевич (19.09.1943 — 17.03.1944), полковник
- Мазеркин, Никанор Кузьмич (18.03.1944 — 30.03.1944), полковник
- Бабаян, Амаяк Григорьевич (31.03.1944 — 25.10.1944), полковник, с 15.07.1944 генерал-майор (погиб 21.04.1945)
- Полевой, Фёдор Харитонович (26.10.1944 — 17.01.1945), полковник (погиб в пригороде Берлина, похоронен в г. Зольди, из книги «Военные кадры в ВОВ», 1963 г.)
- Митин, Александр Матвеевич (18.01.1945 — 22.02.1945), подполковник
- Потехин, Яков Филиппович (23.02.1945 — 09.05.1945), полковник
- Щенников, Александр Александрович (10.05.1945 — 17.05.1945), полковник
- Митин, Александр Матвеевич (18.05.1945 — 03.07.1945), подполковник
- Лозанович, Леонид Николаевич (04.07.1945 — ??.12.1945), генерал-майор

### Заместители командира
- Мазеркин, Никанор Кузьмич (??.12.1943 — 06.08.1944), полковник

### Начальники штаба
- Митин, Александр Матвеевич (??.04.1944 — ??.12.1945), подполковник

## Награды и наименования
| Награда (наименование)            | Дата             | За что награждена |
| --------------------------------- | ---------------- | --- |
| Почётное наименование «Неманская» | 12 августа 1944  | За отличия в боях по прорыву обороны противника на реке Неман |
| Орден Красного Знамени            | 20 сентября 1945 | За образцовое выполнение заданий командования в боях против японских войск на Дальнем Востоке при прорыве Халун-Аршанского укреплённого района, форсировании горного хребта Большой Хинган, овладении г. Чанчунь, Мукден, Порт-Артур дивизия и проявленные при этом доблесть и мужество |

Личный состав 338-й Неманской Краснознамённой стрелковой дивизии получил три благодарности в приказах Верховного Главнокомандующего:
- За освобождение столицы Литовской Советской Республики города Вильнюс от фашистских захватчиков. 13 июля 1944 года № 136.
- За овладение штурмом городом и крепостью Каунас (Ковно) — оперативно важным узлом коммуникаций и мощным опорным пунктом обороны немцев, прикрывающим подступы к границам Восточной Пруссии. 1 августа 1944 года № 161.
- За прорыв Халун-Аршанского укреплённого района, форсировании горного хребта Большой Хинган, преодоление безводных степей Монголии, овладении городами Чанчунь, Мукден, Порт-Артур. № 372 от 23 августа 1945 года.

## Отличившиеся воины дивизии
| Награда     | Ф. И. О.                        | Должность                                                                          | Звание              | Дата награждения                 | Примечания |
| ----------- | ------------------------------- | ---------------------------------------------------------------------------------- | ------------------- | -------------------------------- | --- |
|             | Головченко, Василий Евстафьевич | командир батальона 1134-го стрелкового полка                                       | Майор Красной Армии | 24.03.1945                       | Звание Героя Советского Союза присвоено за форсирование реки Неман.                                                     |
|             | Асланов, Аслан Тарлан оглу      | командир отделения 1136-го стрелкового полка                                       | Сержант             | 23.01.1945 21.02.1945 29.06.1946 | |
|             | Бахарев, Юрий Николаевич        | разведчик 1136-го стрелкового полка                                                | Красноармеец        | 19.03.1944 31.05.1944 24.03.1945 | |
|             | Кадыров, Анатолий Николаевич    | разведчик взвода пешей разведки 1138-го стрелкового полка                          | Младший сержант     | 02.04.1944 21.08.1944 24.03.1945 | 19 ноября 1944 года погиб в бою.                                                                                        |
|             | Коренев, Алексей Васильевич     | командир расчёта 76-мм пушки 1138-го стрелкового полка                             | Старший сержант     | 25.03.1944 21.08.1944 19.04.1945 | |
|             | Макаров, Константин Григорьевич | командир расчёта орудия 258-го отдельного истребительно-противотанкового дивизиона | Старший сержант     | 16.08.1944 26.11.1944 29.06.1945 | |
|             | Мещеров, Зариф Ибрагимович      | помощник командира взвода 479-го отдельного сапёрного батальона                    |                     | 16.09.1944 03.11.1944 19.04.1945 | |
|             | Питенин, Митрофан Трофимович    | сапёр 1134-го стрелкового полка                                                    | Ефрейтор            | 28.11.1943 18.04.1944 22.07.1944 | Один из первых полных кавалеров ордена Славы. 3 августа 1944 года был смертельно ранен в бою и в тот же день скончался. |
|             | Тихонов, Григорий Алексеевич    | командир отделения 479-го отдельного сапёрного батальона                           | Младший сержант     | 31.03.1944 30.09.1944 24.03.1945 | |
| Орден Славы | Шанина, Роза Егоровна           | снайпер-стажёр 1138-го стрелкового полка                                           | Ефрейтор            | 18.04.1944                       | Одна из первых женщин-снайперов награждённая орденом Славы                                                              |